# ECC

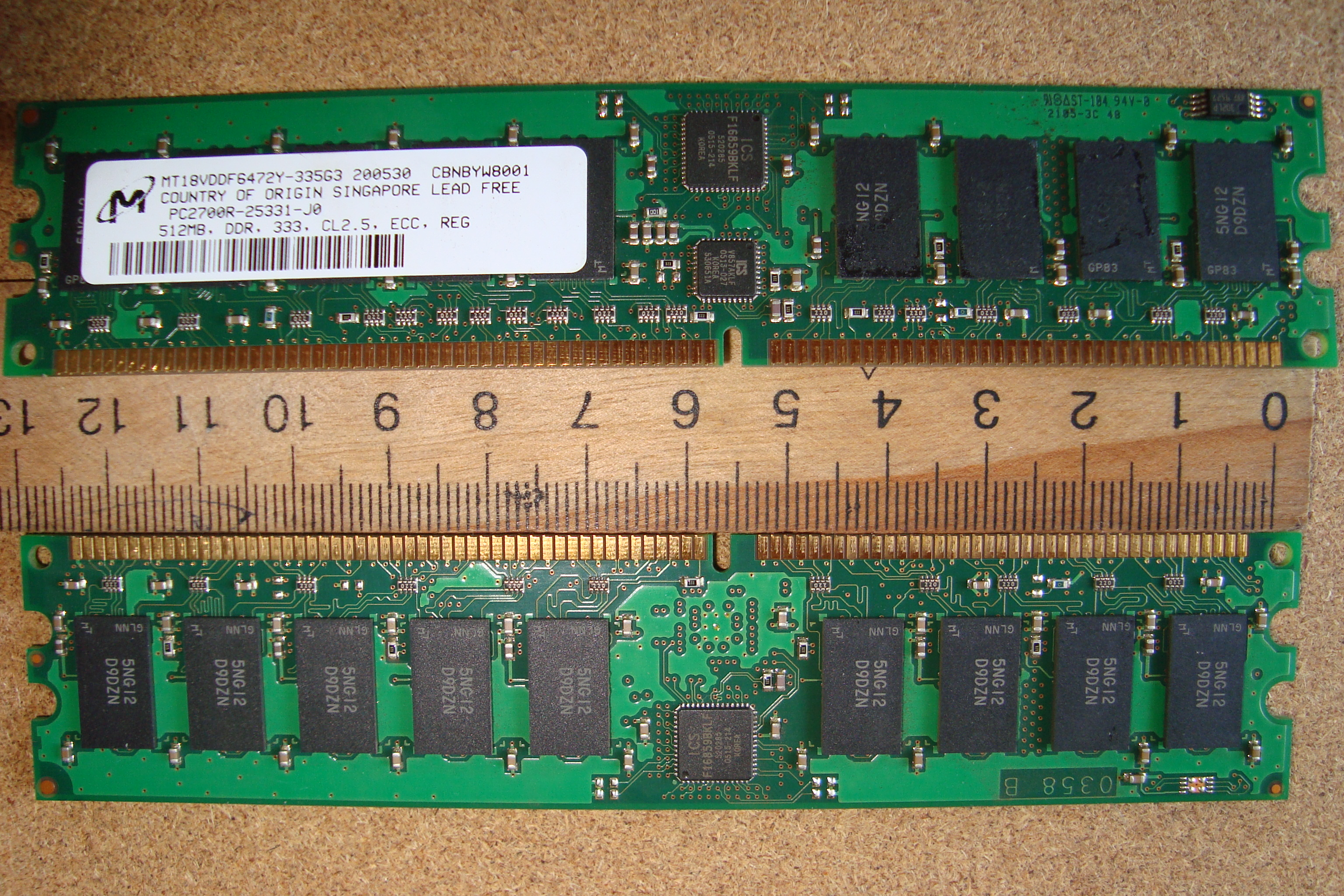

ECC (anglicky Error Correction Code, česky Kód opravující chyby) je technologie umožňující zjistit a opravit chybu. Používá se u dražších počítačů, zejména serverů.
Se vzrůstající kapacitou operační paměti počítačů roste statisticky i riziko takových chyb, kdy dojde náhodně ke změně bitu z 1 na 0 nebo naopak. Taková změna v instrukci programu může mít samozřejmě dalekosáhlé následky. Aby se podobné riziko snížilo na minimum, používá se dnes u počítačů paměť typu ECC, díky níž lze chyby zjistit a opravit. Je to umožněno použitím několika bitů v každém slově navíc.
Technologie ECC se zabývá chybovými daty a jejich opravnými kódy, kontrolováním integrity dat v SD a DDR-RAM a vyšších modulů, tedy u DDR2, DDR3, DDR4, GDDR3, GDDR4 a GDDR5.